# Dimitris Christofi
Dimitris Christofi (gr. Δημήτρης Χριστοφή, ur. 29 września 1988 w Paralimni) – cypryjski piłkarz grający na pozycji napastnika.

## Kariera klubowa
Karierę piłkarską Christofi rozpoczął w klubie Onisilos Sotira. W 2005 roku awansował do kadry pierwszego zespołu i w sezonie 2005/2006 zadebiutował w jego barwach w drugiej lidze cypryjskiej. Przez 2 lata zdobył dla Onisilosu 9 goli i latem 2007 roku odszedł do pierwszoligowego Enosis Neon Paralimni. W sezonie 2007/2008 strzelił 9 bramek i był najlepszym strzelcem drużyny obok Angolańczyka Freddy’ego.
Latem 2008 roku Christofi został zawodnikiem Omonii Nikozja, z którą podpisał czteroletni kontrakt. W Omonii stworzył atak z Janisem Okasem i reprezentantem w piłce nożnej Semedo Cafú. Z 10 golami był najskuteczniejszym graczem Omonii, która została wicemistrzem Cypru. W sezonie 2009/2010 został mistrzem kraju, a w 2010/2011 - wicemistrzem. W 2011 2012 zdobył dwa Puchary Cypru.
W 2013 roku Christofi przeszedł do FC Sion. Zadebiutował w nim 13 lipca 2013 w przegranym 0:2 wyjazdowym meczu z BSC Young Boys. W sezonie 2014/2015 zdobył Puchar Szwajcarii.
W 2016 Christofi wrócił do Omonii.
| Sezon   | Klub                  | Kraj       | Rozgrywki    | Mecze | Bramki |
| ------- | --------------------- | ---------- | ------------ | ----- | ------ |
| 2005/06 | Onisilos Sotira       | Cypr       | Division B   | 13    | 4      |
| 2006/07 | Onisilos Sotira       | Cypr       | Division B   | 23    | 5      |
| 2007/08 | Enosis Neon Paralimni | Cypr       | Division A   | 27    | 9      |
| 2008/09 | Omonia Nikozja        | Cypr       | Division A   | 30    | 10     |
| 2009/10 | Omonia Nikozja        | Cypr       | Division A   | 28    | 1      |
| 2010/11 | Omonia Nikozja        | Cypr       | Division A   | 17    | 2      |
| 2011/12 | Omonia Nikozja        | Cypr       | Division A   | 29    | 5      |
| 2012/13 | Omonia Nikozja        | Cypr       | Division A   | 32    | 8      |
| 2013/14 | FC Sion               | Szwajcaria | Super League | 30    | 2      |
| 2014/15 | FC Sion               | Szwajcaria | Super League | 16    | 2      |
| 2015/16 | FC Sion               | Szwajcaria | Super League | 2     | 0      |
| 2015/16 | Omonia Nikozja        | Cypr       | Division A   |       |        |

## Kariera reprezentacyjna
W reprezentacji Cypru Christofi zadebiutował 19 maja 2008 roku w przegranym 0:2 towarzyskim spotkaniu z Grecją. 19 listopada 2008 zdobył pierwszego gola w kadrze narodowej, w meczu z Białorusią (2:1). Obecnie jest członkiem drużyny Cypru grającej w kwalifikacjach do MŚ 2010.